# Гориславська сільська рада
Гориславська сільська рада — колишній орган місцевого самоврядування у Кременчуцькому районі Полтавської області з центром у селі Гориславці.

## Населені пункти
1. с. Гориславці
2. с. Коржівка
3. с. Миловидівка
4. с. Олефірівка

## Влада
Загальний склад ради - 16  
Сільські голови
- Горіславець Наталія Василівна

31.10.2010 - зараз
- Погорілець Юрій Володимирович

05.06.1994 - 31.10.2010